# Leipoldtia gigantea
Leipoldtia gigantea är en isörtsväxtart som beskrevs av Klak. Leipoldtia gigantea ingår i släktet Leipoldtia och familjen isörtsväxter. Inga underarter finns listade i Catalogue of Life.